# سليم البستاني
سليم البستاني (1848 - 1884) هو صحفي لبناني ساهم في تحرير دائرة المعارف التي أصدرها أبوه بطرس البستاني وألّف عدة مؤلفات.

## النشأة والمسيرة
ولد سليم البستاني في قرية عبَيّه في قضاء عاليه في محافظة جبل لبنان في لبنان في 1848 لبطرس البستاني ودرس اللغة العربية في مدرسة القرية على يد ناصيف اليازجي. كما أتقن الفرنسية والتركية والإنجليزية. عُين مترجما في القنصلية الأمريكية لكنه ترك عمله ليلتحق بالصحافة. حرّر مجلتي الجنان والجنة اللتان أصدرهما أبوه في 1870 و1871 على التوالي. كما عمل مدرّسا وإداريا في المدرسة الوطنية وكان عضوا في كل من بلدية بيروت وفي الجمعية السورية. ساعد أباه في تحرير دائرة المعارف: قاموس عام لكل فن ومطلب وحرر بعد وفاة بطرس البستاني المجلدين السابع والثامن منها. وهو أول صحفي عربي حاول أن يصدر صحيفة يومية هي «الجنينة» التي صدرت أربع مرات في الأسبوع أيام الإثنين والأربعاء والخميس والسبت وشارك والده في إصدار جريدة «الجنة» التي صدرت يومي الثلاثاء والجمعة. توفي بشكل مفاجئ بنوبة قلبية وهو لم يتجاوز السادسة والثلاثين من عمره، وذلك بعد وفاة والده بعام واحد.

## مؤلفاته

### مسرحيات
- الإسكندر
- قيس وليلى
- زنوبيا
- الهيام في جنان الشام

### أعمال أخرى
- تاريخ فرنسا الحديث
- تاريخ نابليون بونابرت في مصر وسورية